# Naomi Azuma
Naomi Azuma (ur. 1970) – japońska snowboardzistka. Nie startowała na igrzyskach olimpijskich ani na mistrzostwach świata w snowboardzie. Najlepsze wyniki w Pucharze Świata osiągnęła w sezonie 1995/1996, kiedy to zajęła 12. miejsce w klasyfikacji halfpipe’a.
W 1998 r. zakończyła karierę.

## Sukcesy

### Puchar Świata

#### Miejsca w klasyfikacji generalnej
- 1995/1996 – –
- 1996/1997 – 77.
- 1997/1998 – 127.

#### Miejsca na podium
1. Kanbayashi – 17 lutego 1996 (Halfpipe) – 2. miejsce